# آناپولیس (کالیفرنیا)
آناپولیس (به انگلیسی: Annapolis) یک منطقهٔ مسکونی در ایالات متحده آمریکا است که در شهرستان سونوما، کالیفرنیا واقع شده‌است. آناپولیس ۴۰۱ نفر جمعیت دارد و ۲۳۵٫۰ متر بالاتر از سطح دریا قرار دارد.